# 那珂郡 (香川県)
- 令制国一覧 > 南海道 > 讃岐国 > 那珂郡
- 日本 > 四国地方 > 香川県 > 那珂郡

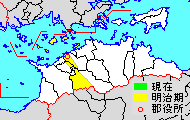
香川県那珂郡の範囲

那珂郡（なかぐん）は、香川県（讃岐国）にあった郡。

## 郡域
1878年（明治11年）に行政区画として発足した当時の郡域は、現在の行政区画では概ね以下の区域に相当する。
- 丸亀市（土居町、土器町各町、飯野町各町、飯山町各町、綾歌町各町を除く）
- 坂出市（島嶼部）
- 善通寺市（金蔵寺町、原田町、木徳町、与北町、櫛梨町）
- 仲多度郡多度津町（島嶼部）
- 仲多度郡琴平町
- 仲多度郡まんのう町（長尾、炭所西、造田以東を除く）

後に丸亀市土居町が鵜足郡から、まんのう町長尾、炭所西、造田以東が綾歌郡（川東のみ鵜足郡）から編入された。

## 歴史

### 古代

#### 郷
柞原郷、金倉郷、喜徳（木徳）郷、郡家郷、垂水郷、櫛無郷、高篠郷、良野（吉野）郷、眞野（真野）郷、子松（小松）郷から成る。各郷は以下の村々で構成された。
- 柞原郷 - 柞原、山北、田村、中府、地方、鹽屋、今津、津森、町新田
- 金倉郷 - 上金倉、下金倉、金蔵寺
- 喜徳郷 - 木徳、原田、三條、與北
- 郡家郷 - 郡家
- 垂水郷 - 垂水、公文
- 櫛無郷 - 上櫛無、下櫛無
- 高篠郷 - 東高篠、西高篠
- 良野郷 - 吉野上、吉野下
- 眞野郷 - 眞野、岸上、鹽入、生間、買田、帆山、福良見、宮田、追上、大口、後山、春日、小池、本目、照井、新目、山脇
- 子松郷 - 金毘羅、苗田、四條、五條、榎井、佐文

#### 式内社
『延喜式』神名帳に記される郡内の式内社。
| 神名帳             | 神名帳          | 神名帳 | 神名帳         | 比定社             | 比定社                       | 比定社 | 集成 |
| 社名               | 読み            | 格     | 付記           | 社名               | 所在地                       | 備考   | 集成 |
| ------------------ | --------------- | ------ | -------------- | ------------------ | ---------------------------- | ------ | ---- |
| 那珂郡 2座（並小） |                 |        |                |                    |                              |        |      |
| 櫛梨神社           | クシナシノ      | 小     |                | 櫛梨神社           | 香川県仲多度郡琴平町下櫛梨   |        |      |
| 神野神社           | カムノノ カミヌ | 小     |                | （論）神野神社     | 香川県仲多度郡まんのう町神野 |        |      |
| 神野神社           | カムノノ カミヌ | 小     | （論）神野神社 | 香川県丸亀市郡家町 |                              |        |      |
| 凡例を表示         |                 |        |                |                    |                              |        |      |

### 近代
- 「旧高旧領取調帳」に記載されている明治初年時点での支配は以下の通り。幕府領は倉敷代官所が管轄。後に当郡の管轄となる塩飽島は、当時はどこの郡にも属さず、自治領（高松藩預地）であった。（1町46村）
  - 高松藩（18村） - 柞原村、金蔵寺村、原田村、木徳村、三条村、郡家村、与北村、垂水村、公文村、西高篠村、東高篠村、四条村、岸上村、真野村、吉野上村、吉野下村、東七箇村、塩入村
  - 丸亀藩（1町23村） - 丸亀[2]、山北村、新田村[3]、地方村[4]、中府村、津森村、今津村、塩屋村、下金倉村、上金倉村、田村、下櫛梨村、上櫛梨村、買田村、生間村、帆山村、福良見村、後山村、大口村、新目村、山脇村、追上村、宮田村、佐文村
  - 幕府領 (満濃池御料)（4村） - 苗田村、榎井村、五条村、七箇村
  - 寺社領 (金毘羅社領)（1村） - 金毘羅村
- 1868年（慶応4年）
  - 1月20日 - 倉敷代官所支配場、金毘羅社領、塩飽島が高知藩預地となる。
  - 5月16日 - 新政府が倉敷代官所に倉敷県を設置し、旧幕府領の池御料4村が倉敷県管轄となる。
  - 5月23日 - 塩飽島が倉敷県に移管。
- 1869年（明治2年）
  - 10月20日　金毘羅社領が倉敷県に移管。
- 1871年（明治4年）
  - 8月29日 - 廃藩置県により、藩領が高松県、丸亀県の管轄となる。
  - 10月5日 - 塩飽島を含む倉敷県の管轄地域が丸亀県に移管。
  - 11月15日 - 第1次府県統合により香川県（第1次）の管轄となる。
- 1873年（明治6年）
  - 2月20日 - 名東県の管轄となる。
  - 金比羅村が琴平村に改称。
- 1874年（明治7年）（1町38村）
  - 塩飽島が当郡の所属となる（1872年説もあり）。
  - 買田村・生間村・帆山村・福良見村・後山村・大口村・新目村・山脇村・追上村・宮田村が合併して十郷村となる。
- 1875年（明治8年）
  - 9月5日 - 香川県（第2次）の管轄となる。
  - 塩飽島が与島、岩黒島、櫃石島、瀬居島、沙弥島、本島、牛島、広島、手島、佐柳島、高見島に分村。（1町48村）
- 1876年（明治9年）8月21日 - 第2次府県統合により愛媛県の管轄となる。
- 1878年（明治11年）12月16日 - 郡区町村編制法の愛媛県での施行により、行政区画としての那珂郡が発足。「那珂多度郡役所」が丸亀に設置され、多度郡とともに管轄。
- 1888年（明治21年）12月3日 - 香川県（第3次）の管轄となる。

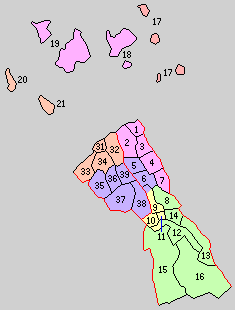
1.丸亀町 2.六郷村 3.南村 4.郡家村 5.竜川村 6.与北村 7.垂水村 8.高篠村 9.象郷村 10.琴平町 11.榎井村 12.神野村 13.吉野村 14.四条村 15.十郷村 16.七箇村 17.与島村 18.本島村 19.広島村 20.佐柳島村 21.高見島村（桃：丸亀市 紫：善通寺市 赤：坂出市 橙：多度津町 黄：仲多度郡琴平町 緑：仲多度郡まんのう町。31 - 39は多度郡）

- 1890年（明治23年）2月15日 - 町村制の香川県での施行により以下の町村が発足。（2町19村）
  - 丸亀町 ← 御供所町、北平山町、西平山町、瓦町、風袋町、葭町、米屋町、松屋町、魚屋町、宗古町、通町、富屋町、塩飽町、南条町、横町、浜町、福島町、六番丁、七番丁、八番丁、九番丁、十番丁（以上は丸亀城下より）、中府村、地方村、津森村（一部）および鵜足郡土居村（現・丸亀市）
  - 六郷村 ← 今津村、上金倉村、新田村、塩屋村、下金倉村、津森村（大部分）（現・丸亀市）
  - 南村 ← 柞原村、田村、山北村（現・丸亀市）
  - 郡家村 ← 郡家村、三条村（現・丸亀市）
  - 竜川村 ← 金蔵寺村、木徳村、原田村（現・善通寺市）
  - 与北村（単独村制。現・善通寺市）
  - 垂水村（単独村制。現・丸亀市）
  - 高篠村 ← 東高篠村、西高篠村、公文村（現・仲多度郡まんのう町）
  - 象郷村 ← 苗田村、上櫛梨村（現・仲多度郡琴平町）、下櫛梨村（現・善通寺市）
  - 琴平町（琴平村が単独町制。現・仲多度郡琴平町）
  - 榎井村（単独村制。現・仲多度郡琴平町）
  - 神野村 ← 五条村（現・仲多度郡琴平町）、真野村、岸上村、東七箇村（現・仲多度郡まんのう町）
  - 吉野村（吉野上村が単独村制。現・仲多度郡まんのう町）
  - 四条村 ← 吉野下村、四条村（現・仲多度郡まんのう町）
  - 十郷村 ← 十郷村、佐文村（現・仲多度郡まんのう町）
  - 七箇村 ← 七箇村、塩入村（現・仲多度郡まんのう町）
  - 与島村 ← 与島、岩黒島、櫃石島、瀬居島、沙弥島（現・坂出市）
  - 本島村 ← 本島、牛島（現・丸亀市）
  - 広島村 ← 広島、手島（現・丸亀市）
  - 佐柳島村（佐柳島が単独村制。現・仲多度郡多度津町）
  - 高見島村（高見島が単独村制。現・仲多度郡多度津町）
- 1899年（明治32年）4月1日 - 以下の変更により那珂郡廃止。
  - 丸亀町が市制施行して丸亀市となり、那珂郡より離脱。
  - 郡制の施行により那珂郡の残存部分および多度郡の区域をもって仲多度郡が発足。

## 行政
愛媛県那珂・多度郡長
| 代 | 氏名 | 就任年月日                 | 退任年月日                | 備考         |
| -- | ---- | -------------------------- | ------------------------- | ------------ |
| 1  |      | 明治11年（1878年）12月16日 |                           |              |
|    |      |                            | 明治21年（1888年）12月2日 | 香川県に移管 |

香川県那珂・多度郡長
| 代 | 氏名 | 就任年月日                | 退任年月日                | 備考                 |
| -- | ---- | ------------------------- | ------------------------- | -------------------- |
| 1  |      | 明治21年（1888年）12月3日 |                           |                      |
|    |      |                           | 明治32年（1899年）3月31日 | 分割により那珂郡廃止 |